# Kirche von Flistad

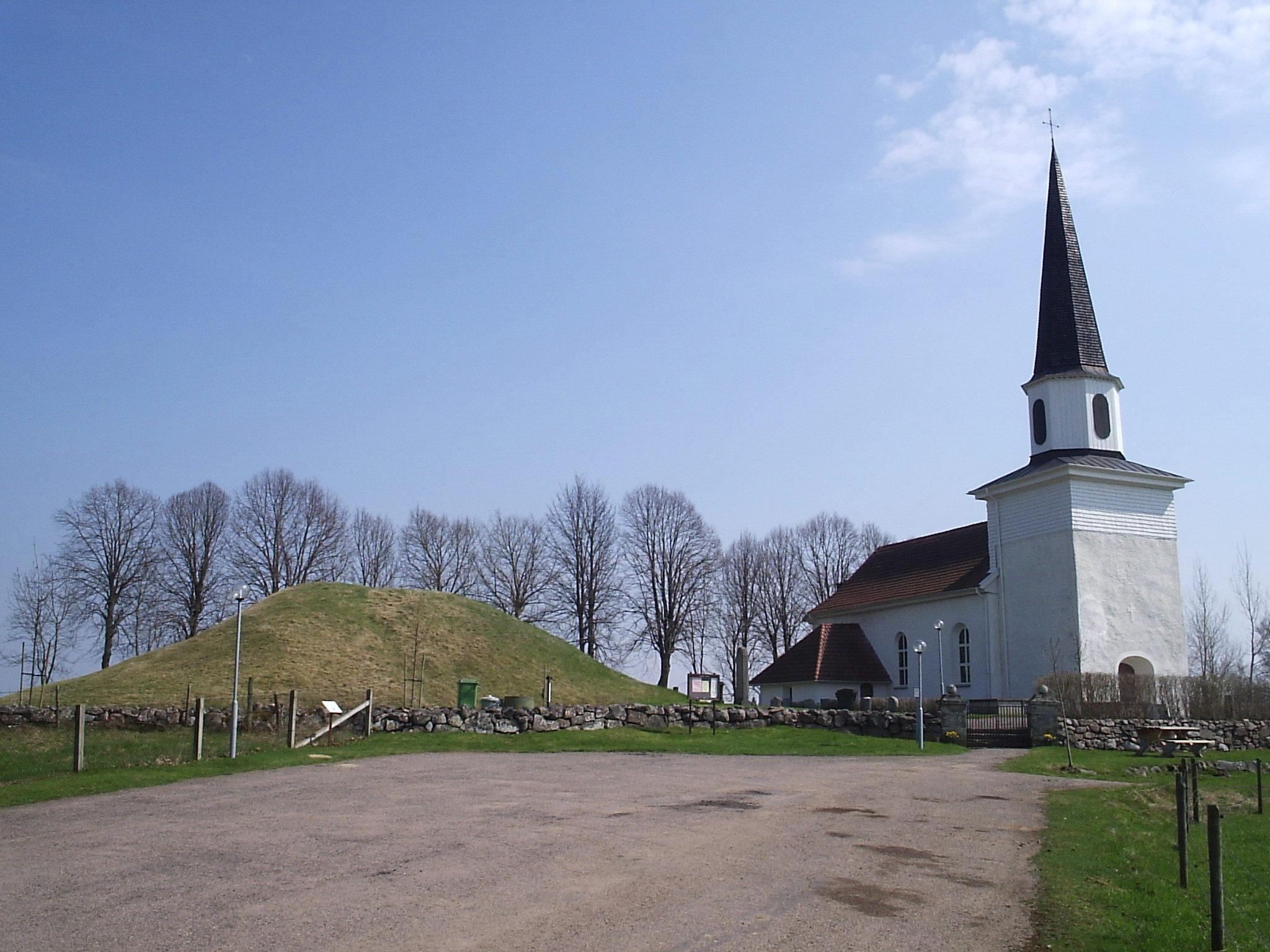
Kirche mit Hügelgrab

Die Kirche von Flistad liegt in der schwedischen Gemeinde Skövde in der schwedischen Provinz Västra Götalands län und der historischen Provinz Västergötland, etwa 20 Kilometer nördlich der Stadt Skövde.
Die Kirche wurde um das Jahr 1200 gebaut. 1688 wurde sie um einen dreiseitigen Chor im Osten vergrößert. Nach einem Brand im Jahr 1706 wurde der heutige Turm gebaut. Die Deckenmalereien des hölzernen Gewölbes stammen aus dem Jahr 1759.
Auf dem Friedhof neben der Kirche befindet sich ein großes Hügelgrab aus der älteren Eisenzeit, das Kung Ranes hög (dt. „König-Ranes-Hügel“) genannt wird. In der näheren Umgebung gibt es fünf Gräberfelder mit mehreren Steinsetzungen und einem weiteren Hügelgrab.

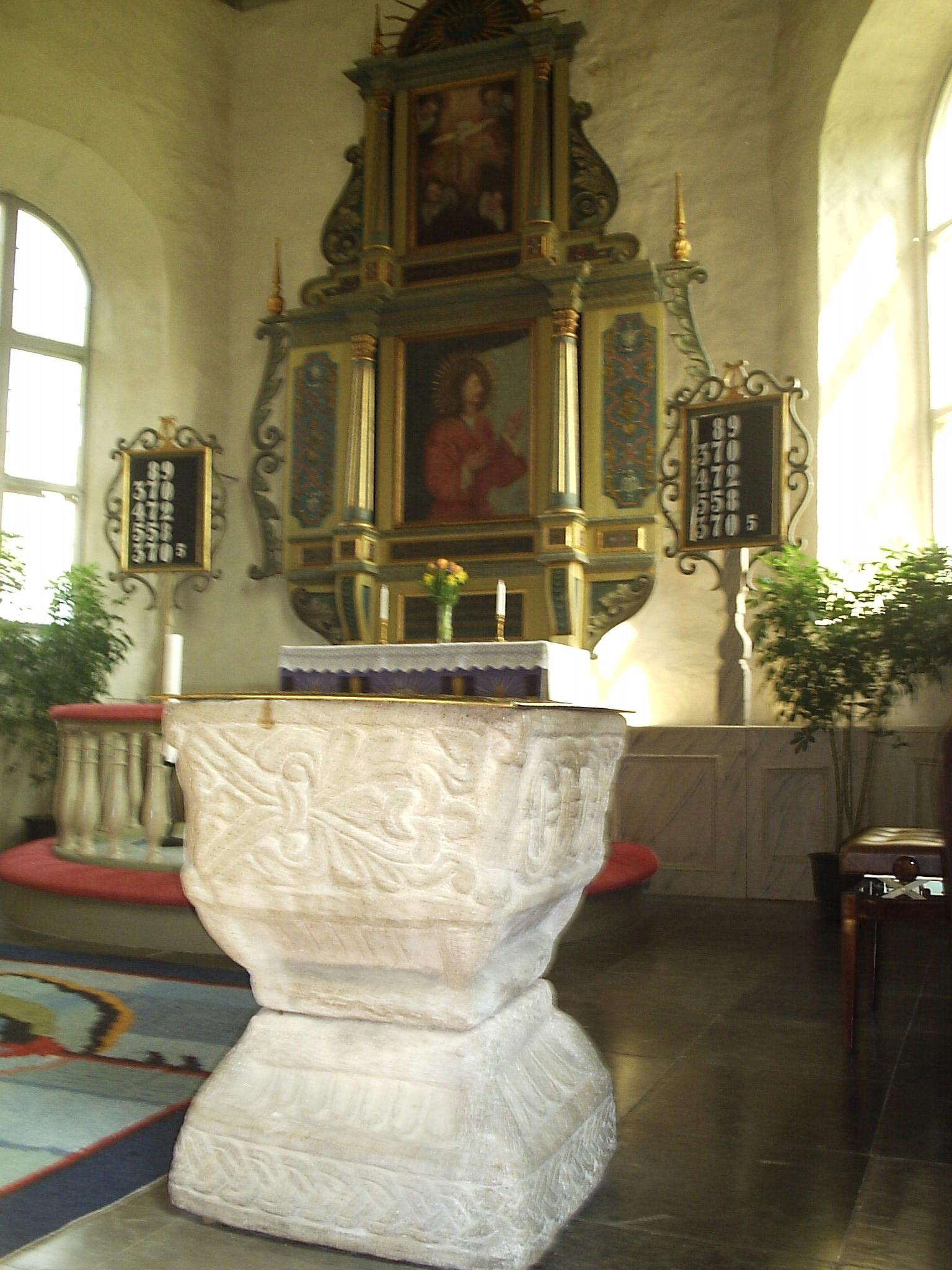
Taufstein, um 1200, und barocker Altar